# Actaeeae
Actaeeae — триба цветковых растений, относящаяся к семейству Лютиковые (Ranunculaceae).

## Синонимы
- Eranthideae T.Duncan & Keener, 1991
- Cimicifugeae Torr. & A.Gray, 1838

## Систематика
Изначально в трибу входили три рода — Actaea, Cimicifuga и Xanthorrhiza. Японский исследователь М. Тамура объединял в трибу Cimicifugeae роды Actaea, Anemonopsis, Cimicifuga и Souliea. Род Xanthorrhiza был переведён в трибу Coptideae. Филогенетические исследования показали, что в трибу Actaeeae также должны относиться роды Beesia и Eranthis, ранее включаемый в монотипную трибу Helleboreae, а Actaea, Cimicifuga и Souliea являются одним родом.
В настоящее время триба включает в себя четыре рода:
- Actaea L., 1753 — Воронец
- Anemonopsis Siebold & Zucc., 1845 — Анемонопсис
- Beesia Balf.f. & W.W.Sm., 1915
- Eranthis Salisb., 1807 — Весенник, или эрантис